# Глубокая (приток Выга)
Глубокая — река в России, протекает по территории Чёлмужского сельского поселения Медвежьегорского района Республики Карелии. Длина реки — 12 км.
Река берёт начало из болота Филипповский Мох.
Течёт преимущественно в юго-западном направлении по заболоченной местности.
Река имеет один приток длиной 4,0 км.
Втекает на высоте ниже 147,3 м над уровнем моря в реку Выг.
Населённые пункты на реке отсутствуют.
Код объекта в государственном водном реестре — 02020001212102000005233.